# Северська АЕС
Северська атомна електростанція (рос. Северская АЭС) — планована атомна електростанція в Росії. Вона буде розташована в Томській області поблизу міста Сєверськ. Її мета - замінити виведену з експлуатації Сибірську АЕС. Вона буде експлуатувати щонайменше два реактори з водою під тиском ВВЕР валовою потужністю не менше 1200 МВт кожен.

## Історія та технічна інформація

### Початки
Рішення про будівництво нової атомної електростанції замість старої, яка була повністю зупинена у 2008 році, було прийнято у 2007 році. Будівництво нової електростанції лобіюється переважно місцевою владою, яка також намагається змінити негативне ставлення населення району та переконати їх у підтримці будівництва АЕС. У вересні 2007 року ідею будівництва атомної електростанції в Томській області підтримало керівництво «Росатома» і Сергій Кирієнко.
Для будівництва АЕС розглядаються дві різні ділянки, обидві поблизу села Самусь. Остаточне рішення щодо місця будівництва мало бути прийняте ще у 2009 році, але через брак фінансування процес затягнувся.
У 2011 році Росатом виділив близько 300 мільйонів рублів на підготовчі роботи, які включали створення інженерних мереж, будівництво допоміжних споруд, нагляд за територією та аналіз безпеки.

### Поточний стан
У листопаді 2012 року представник «Росатома» Олександр Локшин заявив, що проект не має особливого пріоритету і спочатку необхідно замінити застарілі блоки РБМК в Ленінграді, Смоленську і Курську. З цієї причини терміни початку будівництва нових АЕС переносяться на період після 2035 року. Однак Северська все ще залишається планованою АЕС.

## Інформація про реактори
| Реактор    | Тип реактора  | Продуктивність | Продуктивність | Початок будівництва | Підключення до мережі | Введення в експлуатацію | Закриття |
| Реактор    | Тип реактора  | Нетто          | Брутто         | Початок будівництва | Підключення до мережі | Введення в експлуатацію | Закриття |
| ---------- | ------------- | -------------- | -------------- | ------------------- | --------------------- | ----------------------- | -------- |
| Северськ-1 | ВВЕР-1300/510 | 1115 МВт       | 1255 МВт       | після 2035 року     |                       |                         |          |
| Северськ-2 | ВВЕР-1300/510 | 1115 МВт       | 1255 МВт       | після 2035 року     |                       |                         |          |